# Hipsotermometr
Hipsotermometr, termobarometr – rodzaj przyrzędu pomiarowego, który służy do wyznaczenia wysokości danego punktu n.p.m. w sprawdzanym w danej chwili przedmiocie. Wyznaczona wysokość jest zawsze określona na podstawie pomiaru temperatury wrzenia wody w danym punkcie pomiarowym przedmiotu.